# Gregg Jakobson
Gregg Jakobson (Saint Paul, 2 agosto 1939) è un paroliere, musicista e produttore discografico statunitense noto soprattutto per la sua collaborazione con Dennis Wilson dei Beach Boys, con il quale scrisse numerose canzoni, e per essere stato uno dei testimoni dell'accusa durante il celebre processo a Charles Manson e alla sua "Family". Nel 2008 Jakobson ha prodotto la "Legacy Edition" della ristampa dell'album Pacific Ocean Blue dell'amico Dennis Wilson, con l'aggiunta di numerose tracce inedite e di materiale che avrebbe dovuto far parte dell'album Bambu, rimasto inedito e incompleto dopo la morte di Wilson.

## Biografia

### Incontro con Charles Manson
Jakobson conobbe Charles Manson nel 1968 attraverso Dennis Wilson e, colpito dalla sua personalità magnetica e dalle sue doti di musicista, divenne suo amico, finendo anche per pagargli di tasca propria alcune sedute di registrazione in modo che Charlie potesse incidere le sue composizioni e magari ottenere un contratto discografico. In seguito raccontò la sua esperienza con Manson scrivendo sulla rivista Rolling Stone, utilizzando lo pseudonimo "Lance Fairweather".
Il viceprocuratore distrettuale Vincent Bugliosi, pubblico ministero nel corso del processo a Manson per gli omicidi dell'agosto 1969; basandosi prevalentemente sulle testimonianze di Jakobson e degli ex membri della Family Paul Watkins e Brooks Poston, impostò la sua requisitoria sul fatto che il movente principale di Manson riguardo agli omicidi, fosse stato il prospettato avvento dell'"Helter Skelter", una guerra razziale tra bianchi e neri che secondo lui sarebbe scoppiata nell'estate 1969 decimando la popolazione mondiale.